# 痔瘻
痔瘻（じろう、英: anal fistula）は、肛門の周辺に穴ができて、そこから膿が出る疾患。肛門部に膿のトンネル（瘻管）が出来た状態のことを言う。蓮痔、穴痔とも呼ばれる。

## 原因と症状
- 多くは下痢などの時に肛門小窩に便が入り、それによって細菌が肛門周囲に侵入して炎症を起こし、肛門周囲膿瘍となった後に、肛門周囲に排膿することで瘻管が生じ、痔瘻となる。
- 肛門周囲膿瘍と排膿を繰り返しやすく、肛門周囲膿瘍で痛みなどが生じ、また排膿によって下着が汚れたり、悪臭がしたりすることもしばしばとなる。
- 一度できてしまった瘻管が自然に閉鎖することはなく、完治のためには手術が必要である（瘻孔部を塞ぐように皮膚や肉芽が形成される事があるが、体内の瘻管が塞がったわけではないので注意を要する）。
- 放置すると複数の瘻管が形成されたり、瘻管が枝分かれして網目状になることもある。
- 肛門周囲の深い所で膿瘍が発生した場合には自然に排膿することがなく、発熱など重症化し、場合によっては敗血症やガス壊疽を起こす危険があるため、切開して排膿する必要がある。その場合に発生した開口部に関しても痔瘻と呼ぶ事がある。
- 肛門周囲ではなく、上行して直腸周囲に炎症が及んだ場合は、直腸周囲膿瘍となり、重症化する。
- 重症なものであると、痔瘻から癌（痔瘻癌）が発生することもあり、なるべく早期の診察・治療が望まれる。

## 診察・検査
- 多くの場合は問診および肛門内の触診、肛門鏡による観察から診断可能である。原発巣（膿の発生源）および瘻管の状態を詳細に確認するため、超音波検査装置による肛門エコー検査やMRI検査などによる診断を必要とすることがある。
- 一次的な診察から確実な瘻管の形成が確認された際は、肛門周囲に開口した瘻孔部から探針（ゾンデ）と呼ばれる金属製の棒を挿入し瘻管の走行状態を検査することもある。ただし、瘻管の形成が十分でない場合は多大な苦痛を伴うことになるため、ゾンデによる検査は十分麻酔が効いた手術時に実施されることが多い。
- 検査から瘻管の形状や一次孔の位置が判明しなかった場合は、手術不可能となり定期的に切開・排膿を行うしかなくなることもあり得るが、肛門エコー検査やMRI検査などの診断技術の向上によりこのようなケースは比較的まれとなりつつある。ただし、クローン病や潰瘍性大腸炎などを原因として発生した痔瘻の場合、元となる疾患を寛解状態としない限り何度でも発生する恐れがあるため、手術適応とならない場合もある。

## 痔瘻の程度と手術
痔瘻は症状によって以下の4タイプ（隅越分類）にわけられる。
- I型 - ごく浅い皮下を瘻管が走行する痔瘻
- II型 - 肛門周囲の筋肉間を瘻管が走行する痔瘻
- III型 - 肛門周囲の筋肉間を瘻管が走行し、かつ原発巣が深い位置に存在する痔瘻
- IV型 - 肛門周囲の筋肉間を瘻管が複雑に走行し、かつ原発巣が深い位置に存在する痔瘻

このうちI型およびII型の痔瘻の手術は瘻管切開開放術（開放手術）で施術され、II型の一部、III型、IV型の痔瘻では肛門括約筋温存手術（くりぬき法）で施術される。また、II型であっても肛門前方側（腹部側）に瘻管が存在する場合やIII型およびIV型などの場合は、肛門の変形および肛門括約筋の機能低下を防止するため、ゴム輪を患部に設置しこれを徐々に締めていくことで緩やかな異物の体外排出と組織の再生を促すシートン法と呼ばれる方法が用いられることがある。症状に応じて、切開解放術、括約筋温存術、シートン法を組み合わせる場合もある。